# Piakoupour
Le Piakoupour (en russe : Пякупур) est  une rivière de Russie qui coule dans le nord de la plaine de Sibérie occidentale. C'est un affluent du fleuve Pour qui se jette dans le golfe du Taz (mer de Kara). 

## Géographie
Le Piakoupour naît de l'union de deux rivières-source : le Ianguïagoun (Янгъягун) de gauche, et le Nioutchavotyïakha (Нючавотыяха) de droite. Ces deux cours d'eau prennent leur source dans les Ouvalys de Sibérie. Le Piakoupour coule entièrement dans le district autonome de Iamalo-Nénétsie. 
Son bassin a une superficie de 31 400 km2. Son débit moyen est de 308 m3/s. Il se jette dans le Pour au niveau de la ville de Tarko-Sale. 

## Gel - Navigabilité
Le Piakoupour est pris dans les glaces d'octobre à fin mai. En dehors de cette période, il est navigable sur 85 kilomètres à partir de sa confluence avec le Pour.

## Hydrométrie - Les débits mensuels à Tarko-Sale
Le débit du Piakoupour a été observé pendant 45 ans (sur la période 1954-1999) à Tarko-Sale, localité située à 3 kilomètres de sa confluence avec le Pur, c'est-à-dire à 392 kilomètres de l'océan arctique (golfe du Taz), et à une altitude de 15 mètres. 
Le débit inter annuel moyen ou module observé à Tarko-Sale sur cette période était de 308 m3/s pour une surface de drainage de 31 400 km2, soit la totalité du bassin versant de la rivière. La lame d'eau écoulée dans ce bassin versant se monte ainsi à 310 millimètres par an, ce qui doit être considéré comme assez élevé dans le contexte du bassin de l'Ob, caractérisé généralement par un écoulement assez modeste. 
Rivière alimentée principalement par la fonte des neiges, mais aussi par les pluies de la belle saison, le Piakoupour est un cours d'eau de régime nivo-pluvial. 
Les hautes eaux se déroulent au printemps et au début de l'été, du mois de mai au mois de juillet, avec un maximum très net en juin, ce qui correspond au dégel et à la fonte des neiges. Dès le mois de juillet, le débit de la rivière s'effondre, puis se stabilise à un niveau assez élevé tout en conservant une tendance baissière, et ceci tout au long du reste de l'été, puis de l'automne. Le débit chute à nouveau en novembre ce qui mène à la période des basses eaux, qui s'étend de décembre à avril.  
Le débit moyen mensuel observé en mars (minimum d'étiage) est de 98,4 m3/s, soit plus ou moins 9 % du débit moyen du mois de juin (1 123 m3/s), ce qui souligne l'amplitude assez modérée des variations saisonnières. Sur la durée d'observation de 45 ans, le débit mensuel minimal a été de 62,4 m3/s en mars 1963, tandis que le débit mensuel maximal s'élevait à 1 810 m3/s en juin 1959. 
En ce qui concerne la période estivale, la plus importante car libre de glaces (de juin à septembre inclus), le débit mensuel minimal observé a été de 146 m3/s en septembre 1976.  